# Thomas Allier
Pour les articles homonymes, voir Allier.
Thomas Allier, né le 24 mars 1975 à Fontenay-aux-Roses, est un coureur cycliste français, spécialiste du BMX. Il ne doit pas être confondu avec son homonyme qui est pilote de moto-cross.
Il est notamment double champion du monde en 1998 et 2000 et quadruple champion d'Europe en 1998, 2004, 2005 et 2007.
Il participe aux Jeux olympiques d'été de 2008. Il se reconvertit en entraîneur de BMX.

## Palmarès en BMX

### Jeux olympiques
- Pékin 2008
  - Éliminé en quarts de finale du BMX

### Championnats du monde
- Melbourne 1998
  -  Champion du monde de BMX
- Vallet 1999
  -  Médaillé d'argent du BMX cruiser
- Córdoba 2000
  -  Champion du monde de BMX

### Championnats d'Europe
- 1997
  -  Médaillé d'argent du BMX
- 1998
  -  Champion d'Europe de BMX
- 2004
  -  Champion d'Europe de BMX
- 2005
  -  Champion d'Europe de BMX
- 2007
  -  Champion d'Europe de BMX

### Championnats de France
- 1995
  -  Champion de France de BMX
- 1996
  -  Champion de France de BMX
- 1997
  -  Champion de France de BMX
- 1998
  -  Champion de France de BMX
- 2005
  -  Champion de France de BMX
- 2007
  -  Champion de France de BMX